# 코비 벨
코비 벨(Coby Bell, 1975년 5월 11일 ~ )은 미국의 배우이다.

## 출연 작품

### 영화
- 에이 티 에프 (1998, A.T.F.)
- Showdown at Area 51 (2007)
- 볼 돈 라이 (2008, Ball Don't Lie)
- Dream Street (2010)

### 텔레비전
- 스마트 가이 (1997-98)
- 더 게임 (2006-15, 2021-22)
- 번 노티스 (2009-13)